# 沃佳納河 (薩馬拉河支流)
沃佳納河（烏克蘭語：Водяна）是烏克蘭的河流，位於該國東部，流經頓涅茨克州，屬於薩馬拉河的左支流，河道全長28公里，流域面積138平方公里，發源自新沃佳内附近。